# Хумезар
Хумеза́р, или Хвомеза́р, или Шибджу́, или Шапачу́, или Шиведжу́ (перс. خومهزار‎) — небольшой город на юге Ирана, в провинции Фарс. Входит в состав шахрестана  Мамасани. По данным переписи, на 2006 год население составляло 5 643 человека.

## География
Город находится в северо-западной части Фарса, в горной местности юго-восточного Загроса, на высоте 1 090 метров над уровнем моря.
Хумезар расположен на расстоянии приблизительно 95 километров к северо-западу от Шираза, административного центра провинции и на расстоянии 625 километров к югу от Тегерана, столицы страны.